# Everaldo Stum
Everaldo Stum (Garibaldi, 5 luglio 1991) è un calciatore brasiliano, attaccante del Fluminense.

## Caratteristiche tecniche
È un centravanti.

## Carriera
Cresciuto nel settore giovanile del Grêmio, ha esordito in prima squadra il 5 novembre 2011 in occasione del match di Série A perso 2-0 contro l'Atlético Mineiro.

## Palmarès

### Club

#### Competizioni statali
- Campionato Catarinense: 1

Figueirense: 2015

### Individuale
- Squadra del campionato giapponese: 1

2020